# Wróble
Wróble, wróblowate (Passeridae) – rodzina ptaków z rzędu wróblowych (Passeriformes), wcześniej klasyfikowana jako podrodzina wikłaczowatych (Ploceidae). Do wróbli zalicza się około czterdziestu gatunków. Większość z nich to małe ptaki o długości 10–20 cm. Oryginalnie zamieszkiwały Afrykę i Eurazję. Gatunki przystosowane do życia pośród ludzi, głównie wróbel zwyczajny, skolonizowały wiele osad ludzkich na całym świecie.

## Systematyka
Do rodziny zaliczane są następujące podrodziny:
- Hypocryptadiinae Hachisuka, 1930 – cynamończyki – jedynym przedstawicielem jest Hypocryptadius cinnamomeus E. Hartert, 1903 – cynamończyk
- Passerinae Rafinesque, 1815 – wróble

Rodzaj o niepewnym pokrewieństwie – incertae sedis:
- Carpospiza J.W. von Müller, 1854 – jedynym przedstawicielem jest Carpospiza brachydactyla (Bonaparte, 1850) – wróbel krótkopalcowy

## Galeria

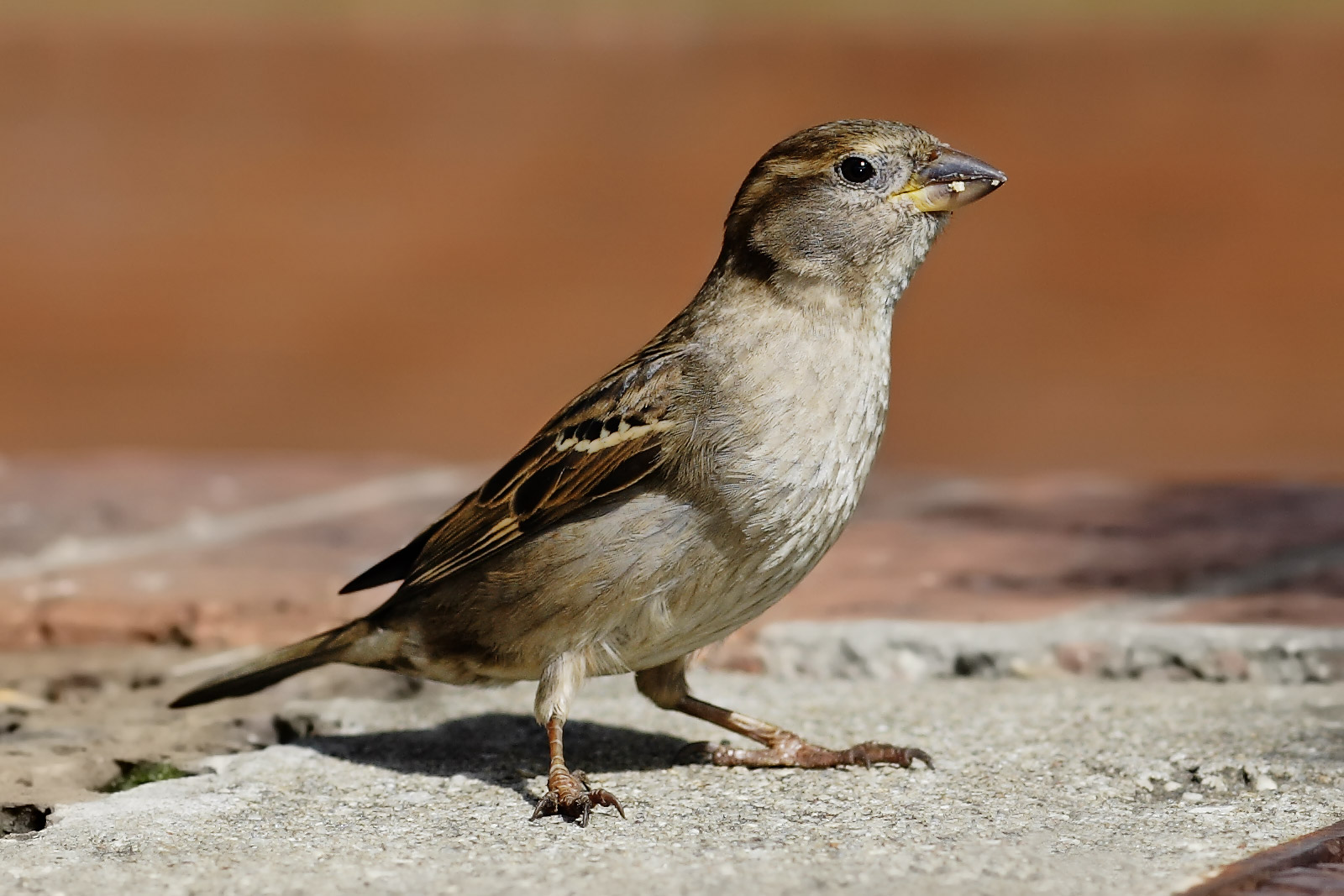
wróbel zwyczajny (samica)
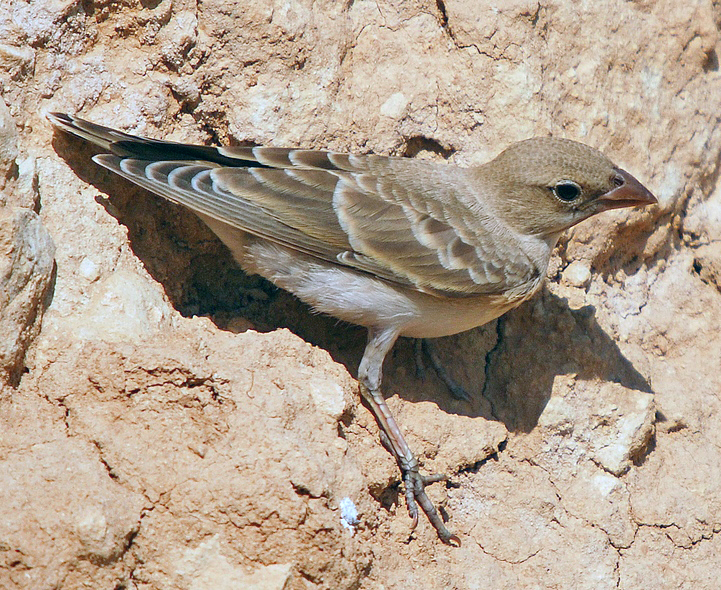
wróbel krótkopalcowy
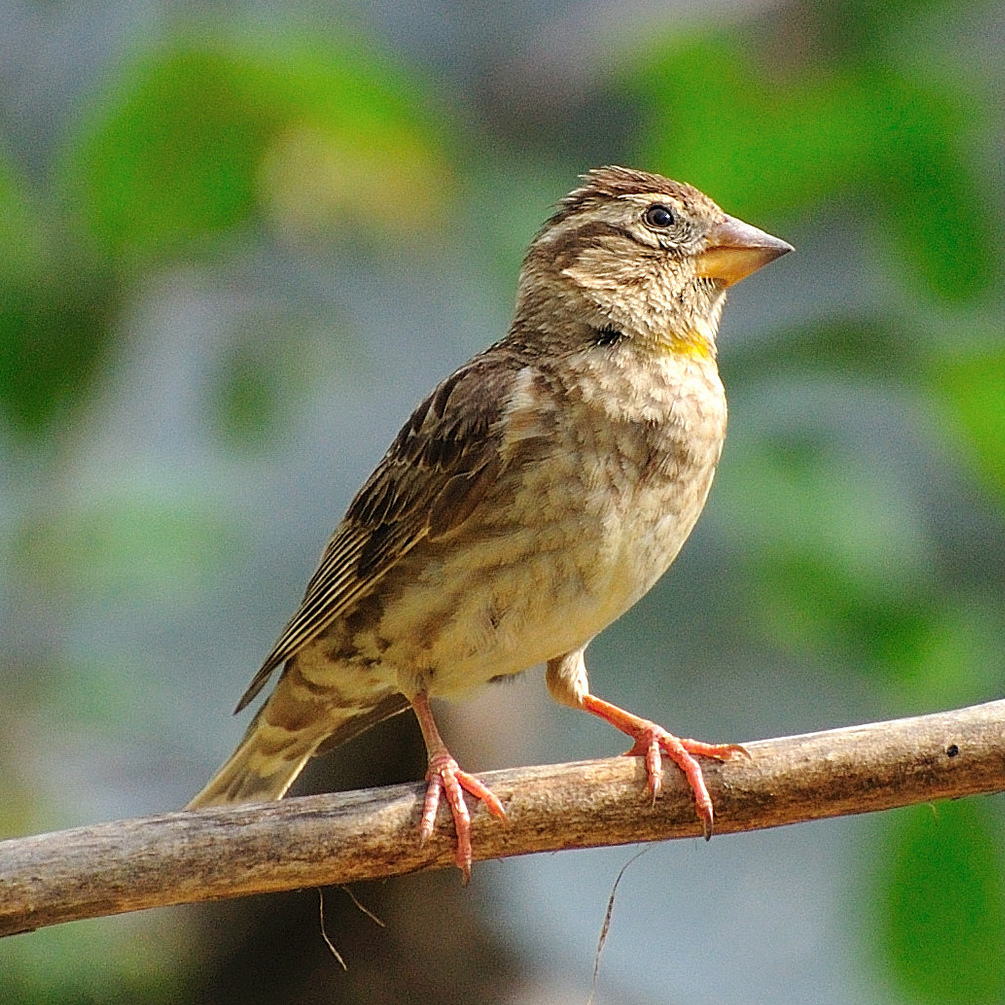
wróbel skalny
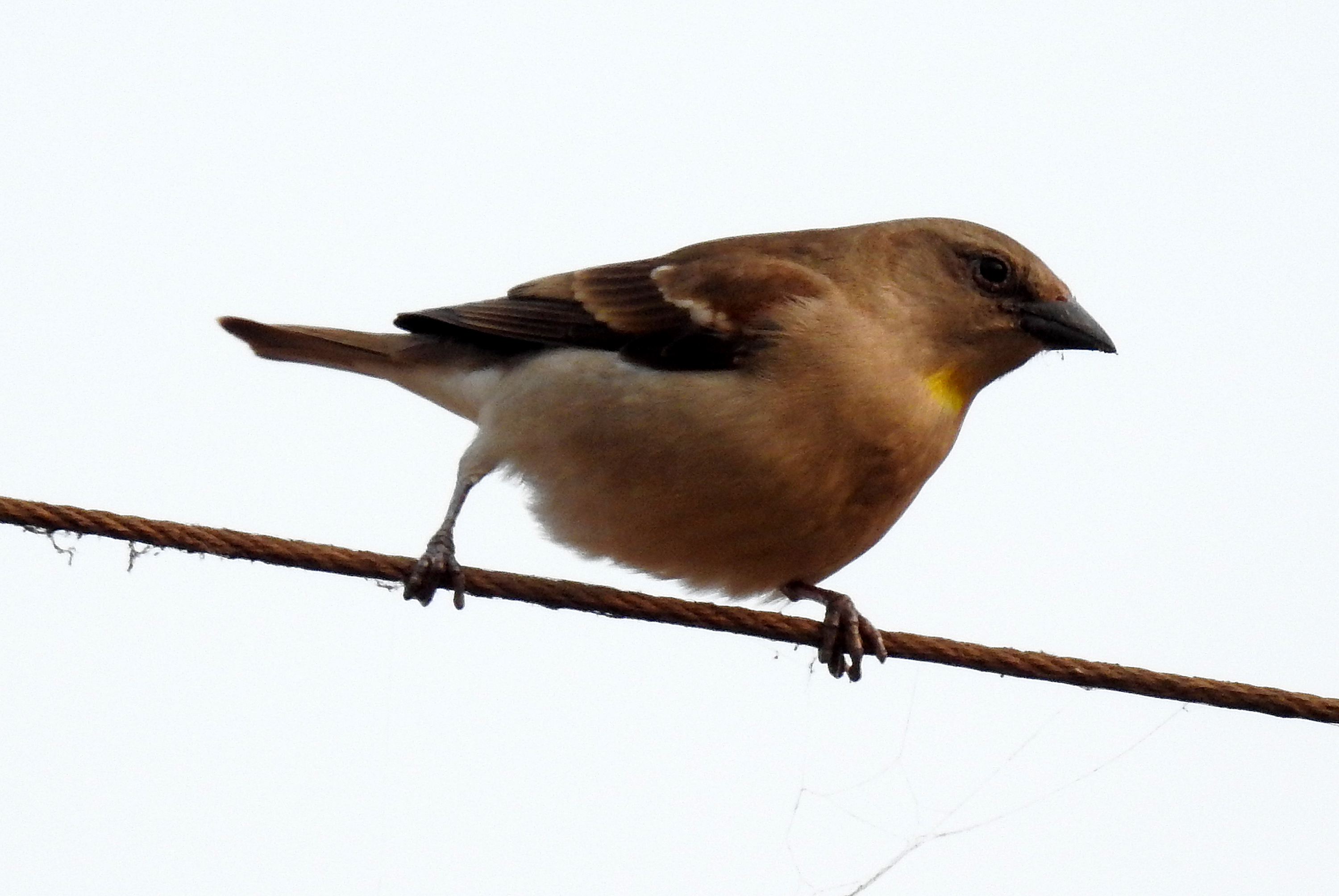
wróbel żółtogardły
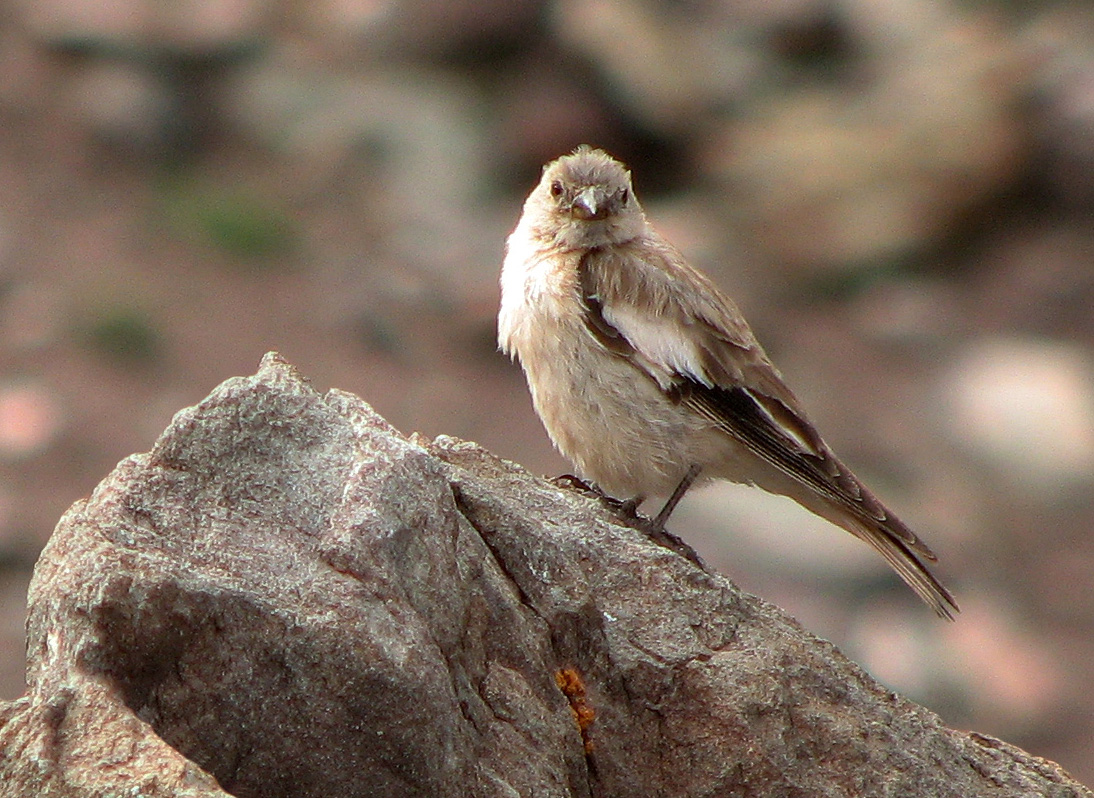
śnieżka czarnoskrzydła
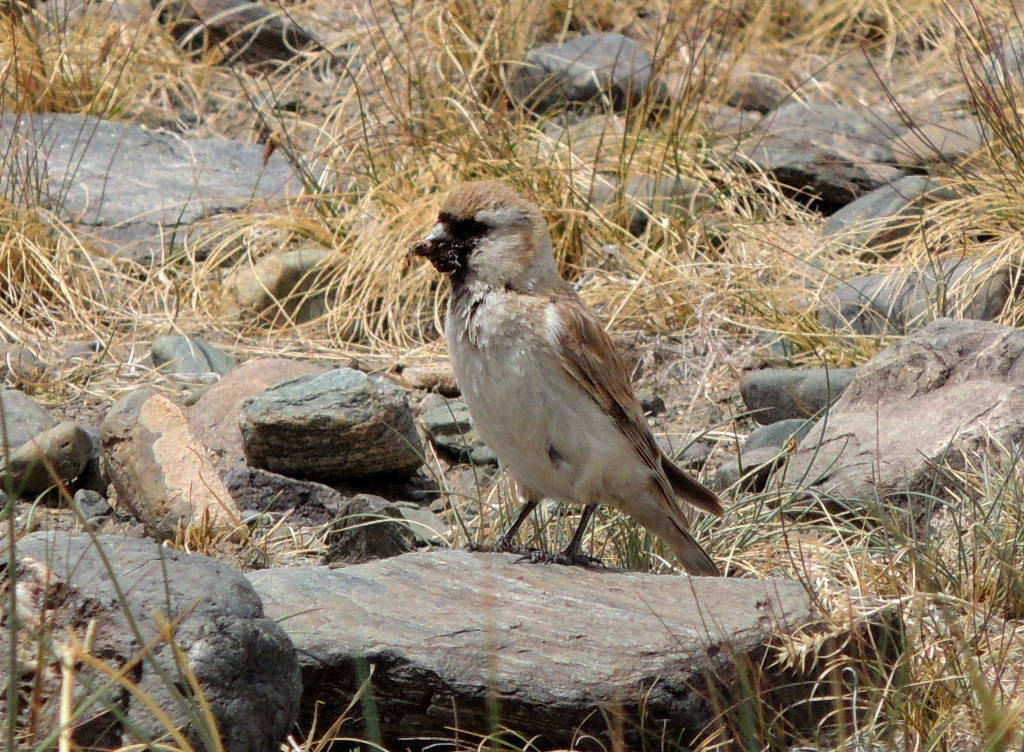
śnieżka mongolska
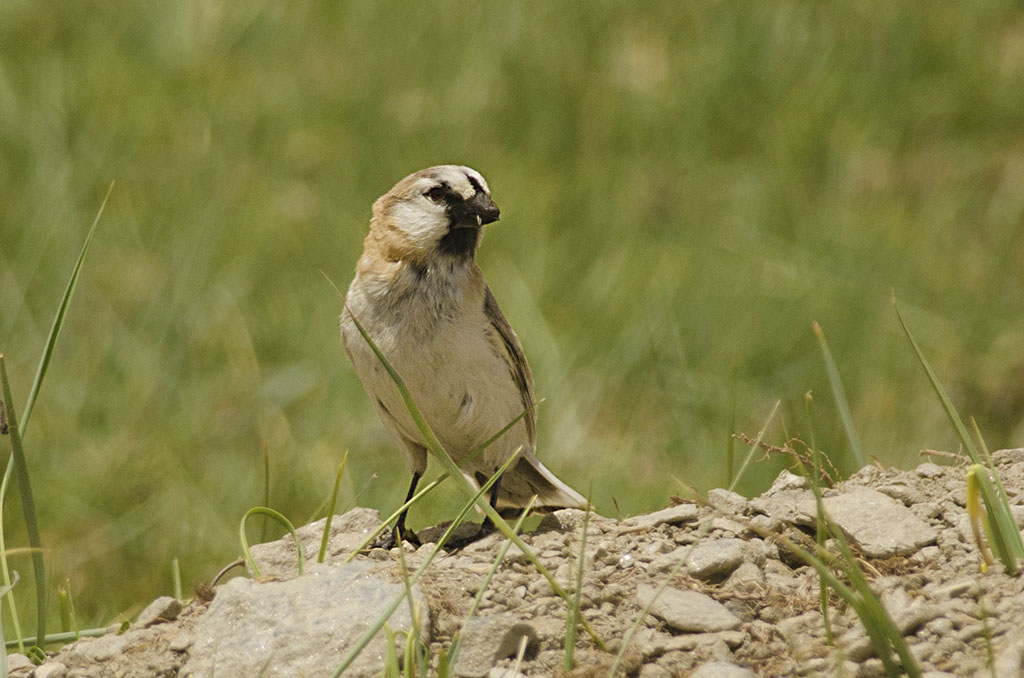
śnieżka płowa
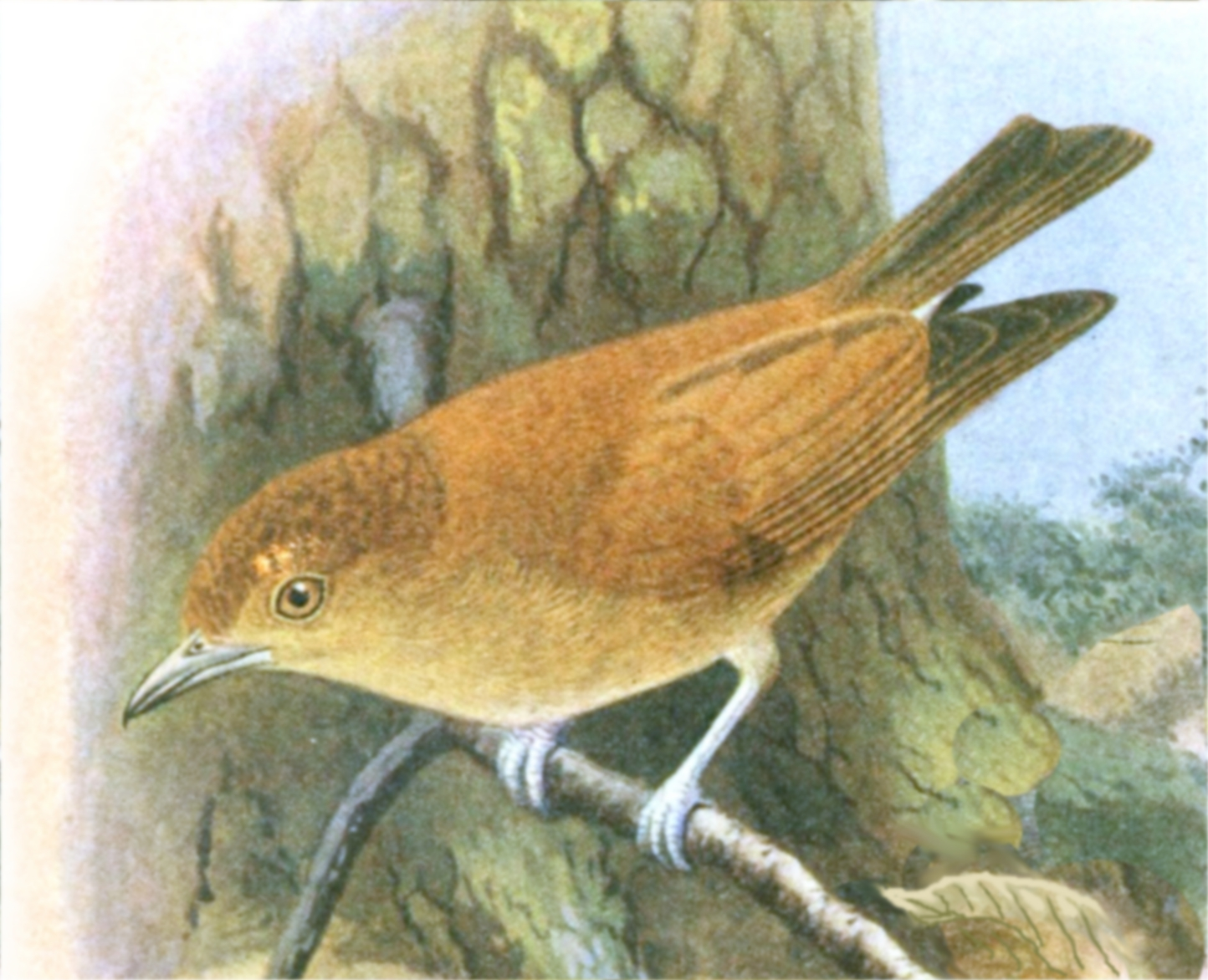
cynamończyk